# Gravity field and steady-state ocean circulation explorer
Der Gravity field and steady-state ocean circulation explorer (GOCE) war ein geowissenschaftlicher künstlicher Erdsatellit, der seit etwa 1995 von der ESA entwickelt worden war. Er gehörte zur Mission zur Messung der Gravitation und des stationären Zustandes der Ozeanzirkulation, eine der Erderkundungsmissionen im Earth-Explorer-Programm der ESA, und sollte der hochpräzisen Gradiometrie dienen.
Hauptauftragnehmer war Thales Alenia Space, und über 40 weitere europäische Firmen waren beteiligt.
Der Start des Satelliten erfolgte am 17. März 2009 um 14:21 UTC.
Nach dem Verbrauch der Treibstoffvorräte verglühte der Satellit am 11. November 2013 in der Erdatmosphäre.

## Aufgaben und verwendete Technik

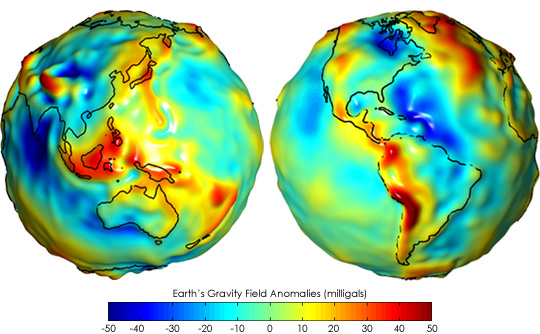
Erdschwerefeld, Abweichungen stark überhöht

GOCE maß regionale Variationen des Erdschwerefeldes genauer als je zuvor. Ein Hauptziel war die Bestimmung einer Referenzfläche zur Beobachtung von Meeresströmungen, die durch ihren großen Beitrag zum globalen Wärmetransport entscheidend für das Klima sind.
Die Messinstrumente von GOCE waren keine Gradiometer im eigentlichen Sinn, sondern maßen die Schweregradienten indirekt nach einer Differential-Methode („Gravitationsgradiometrie“). Dabei handelte es sich um hochpräzise Beschleunigungssensoren (3-Achs-Schweregradiometer mit 6 Akzelerometern), die auf ultrastabilen Carbon-Wabenstrukturen und Auslegern montiert wurden und in der Umlaufbahn ununterbrochen alle neun Werte des Schwere-Tensors messen sollten. Zusätzlich waren hochgenaue Zwölfkanal-GPS-Empfänger an Bord, und die Flugbahn sollte mithilfe von Laserentfernungsmessungen überprüft werden, wofür entsprechende Reflektoren verbaut wurden. Damit erhoffte man sich eine Bestimmung des globalen Geoids mit mindestens Zentimeter-Genauigkeit bei einer räumlichen Auflösung von etwa 100 Kilometern.
In Kombination mit anderen Messungen (vor allem GPS und Satelliten-Altimetrie) wurden wichtige Beiträge zur Ozeanografie und anderen Geowissenschaften erwartet. Das seit 2004 laufende Satellitenprojekt GRACE der NASA und des DLR ergänzten GOCE: seine zwei Satelliten bestimmten durch SST-Distanzmessungen die mittelwelligen Anteile des Schwerefeldes und seine zeitliche Veränderungen.
Insgesamt besaß der einer Pfeilspitze ähnelnde, lange Satellit mit der Grundform eines achtseitigen Prismas eine Startmasse von 1100 Kilogramm, eine Länge von 5,3 Metern und einen Durchmesser von etwa einem Meter. Zur Bahnkorrektur (ständiger Antrieb zum Halten der Umlaufbahn gegen die bremsende Hochatmosphäre) war er mit zwei kleinen (nur eines aktiv, eines als Reserve), mit Xenon arbeitenden Ionentriebwerken vom Kaufmann-Typ mit 1,0 bis 20 mN Schub ausgestattet. Der Xenonvorrat betrug beim Start 40 kg. Zur Lageregelung war GOCE mit Sternsensoren und Magnettorquern ausgerüstet. Die der Energieversorgung dienenden Solarzellen (1300 Watt Leistung) waren auf der Oberfläche des Satelliten und der kleinen Flügel angebracht.

## Start
Der Start vom Kosmodrom Plessezk war zuerst für den 10. September 2008 geplant. Wegen eines Fehlers im Leit- und Navigationssystem der für den Start vorgesehenen Rockot-Trägerrakete wurde er auf den 16. März 2009 verschoben. Kurz vor dem geplanten Abheben wurde der Start jedoch abgebrochen, weil sich der Startturm nicht wie vorgesehen automatisch zurückzog. Ein zweiter Startversuch am 17. März 2009 um 14:21 Uhr UTC war erfolgreich, und GOCE erreichte eine 283,5 km hohe Umlaufbahn,; das erste Signal wurde um 14:51 Uhr UTC empfangen. Am 30. März und am 2. März wurden die beiden Ionentriebwerke eingeschaltet, sie arbeiteten problemlos.

## Umlaufbahn
Der Satellit bewegte sich in einem kreisförmigen, sonnensynchronen und polaren Orbit (Bahnneigung 96,7°) um die Erde. Nach dem Start sank er auf seine Einsatzflughöhe von 255 km ab, in der er die Primärmission durchführte. Diese niedrigere Höhe erlaubte zwar ein präziseres Vermessen des Geoids, führte aber auch zur Abbremsung des Satelliten durch die Exosphäre in dieser Höhe. Um dieses Abbremsen zu kompensieren, wurde der Satellit durch eines von zwei Niedrigschub-Ionentriebwerken angetrieben. Diese waren im Schubbereich zwischen 1 und 20 mN in Echtzeit regelbar, um sich der abbremsenden Kraft optimal anzupassen und die Flugbahn stabil zu halten. Die für einen Satelliten ungewöhnliche aerodynamische Form trug dazu bei, dass der Luftwiderstand minimal gehalten wurde. Ohne diese Maßnahmen wäre der Satellit innerhalb kurzer Zeit so stark abgebremst worden, dass er in dichtere Atmosphärenschichten eingedrungen und schließlich verglüht wäre.
Im August 2012 wurde GOCE auf eine Missionsverlängerung bis Ende 2013 vorbereitet. Dazu wurde die Umlaufbahn bis Februar 2013 auf 235 km Höhe abgesenkt.

## Missionsergebnisse
GOCE lieferte das bis dahin genauste Abbild des Erdschwerefelds. Die Auflösung des Höhenprofils sollte nach Auswertung aller Daten auf zwei Zentimeter genau sein.
Auch die durch das schwere Erdbeben im März 2011 in Japan ausgelösten Infraschallwellen konnten durch GOCE aufgezeichnet und ausgewertet werden. Dies war zuvor mit noch keinem anderen Satelliten gelungen.

## Entwicklungskosten
An der Entwicklung und Fertigung des Satelliten waren 45 europäische Industriepartner beteiligt. Die Führung lag bei der italo-französischen Firma Thales Alenia Space. Die Entwicklung des Satelliten kostete ca. 300 Millionen Euro, die Betriebskosten beliefen sich auf jährlich ca. 8 Mio. Euro.

## Projektzentrum in Deutschland
Das GOCE-Projektbüro befand sich an der TU München und kooperierte mit dem DLR. Es bereitete bis zum Start des Satelliten die Auswertung der Mission vor, ebenso wie die Nutzung der GOCE-Ergebnisse in verschiedenen Geowissenschaften.
Das Analyseprojekt erhielt den Namen GOCE-GRAND – eine Abkürzung für Gravitionsfeld-Analyse Deutschland.
Der Koordinator des Forschungsprojekts ist oder war Reiner Rummel, der schon Jahre zuvor ein globales System der Erdbeobachtung (IGGOS) vorgeschlagen hatte. Konkretes Ziel war die hochauflösende Schwerefeldmodellierung aus GPS- und Gradiometrie-Messungen von GOCE.

## Missionsende
Am 21. Oktober 2013 war der mitgeführte Xenonvorrat soweit aufgebraucht, dass das Ionentriebwerk den Antrieb einstellte.
In der Folge senkte sich die Umlaufbahn langsam ab, wobei die Lageregelung in Funktion blieb; die Erhitzung durch die Luftreibung erlaubte Studien, bis zu welcher Temperatur der Satellit noch funktionsfähig blieb. Der endgültige Eintritt in die Erdatmosphäre erfolgte statt der erwarteten zwei Wochen erst drei Wochen später: GOCE trat am 11. November 2013 um 00:16 Uhr UTC in die Atmosphäre ein und verglühte während seines Flugs entlang einer Bahn über Sibirien, dem Indischen Ozean, dem Pazifischen Ozean und der Antarktis bis über den Südatlantik.
Die Trümmerteile stürzten nahe der Falklandinseln ins Meer. Der Wiedereintritt konnte von den Falklandinseln aus beobachtet und photografisch dokumentiert werden. Es wird angenommen, dass ungefähr ein Viertel der Gesamtmasse des Satelliten die Erdoberfläche erreicht hat. Schäden durch nicht vollständig verglühte Wrackteile sind nicht bekannt.